# Gardens by the Bay
Gardens by the Bay là một công viên tự nhiên trải rộng trên 101 hécta (250 mẫu Anh) của đất cải tạo nằm ở trung tâm Singapore và tiếp giáp với Marina Reservoir. Công viên bao gồm ba khu vườn ở ven sông: Vườn Vịnh Nam, Vườn Vịnh Đông và Vườn Vịnh Trung tâm, trong đó Vườn Vịnh Nam có diện tích lớn nhất với 54 hécta (130 mẫu Anh). Gardens by the Bay là một phần trong chiến lược của chính phủ Singapore nhằm biến đất nước này từ một "thành phố vườn" thành "thành phố trong vườn". Mục đích trên nhằm nâng cao chất lượng cuộc sống bằng cách tăng cường thêm nhiều cây xanh và hệ thực vật trong thành phố.
Năm 2006, một cuộc thi quốc tế về thiết kế công viên đã được tổ chức, thu hút hơn 70 bài dự thi của 170 công ty từ 24 quốc gia trên toàn cầu. Hai công ty của Anh là Grant Associates và Gustafson Porter đã lần lượt được trao hợp đồng với Vườn Vịnh Nam và Vịnh Đông. Công viên hiện khá nổi tiếng với 6.4 triệu du khách ghé thăm năm 2014, và có 20 triệu lượt tham quan vào tháng 11 năm 2015.

## Vườn Vịnh Trung tâm
Vườn Vịnh Trung tâm hoạt động thành một liên kết giữa Vườn vịnh Đông và Vườn vịnh Nam. Vườn rộng 15 hécta (37 mẫu Anh) với đường dọc bờ sông dài 3 kilômét (1,9 mi), cho phép việc đi bộ ngắm cảnh từ trung tâm thành phố về hướng đông của Singapore. Vườn đang ngày càng phát triển nhiều trong vài năm tới.

## Vườn vịnh Đông

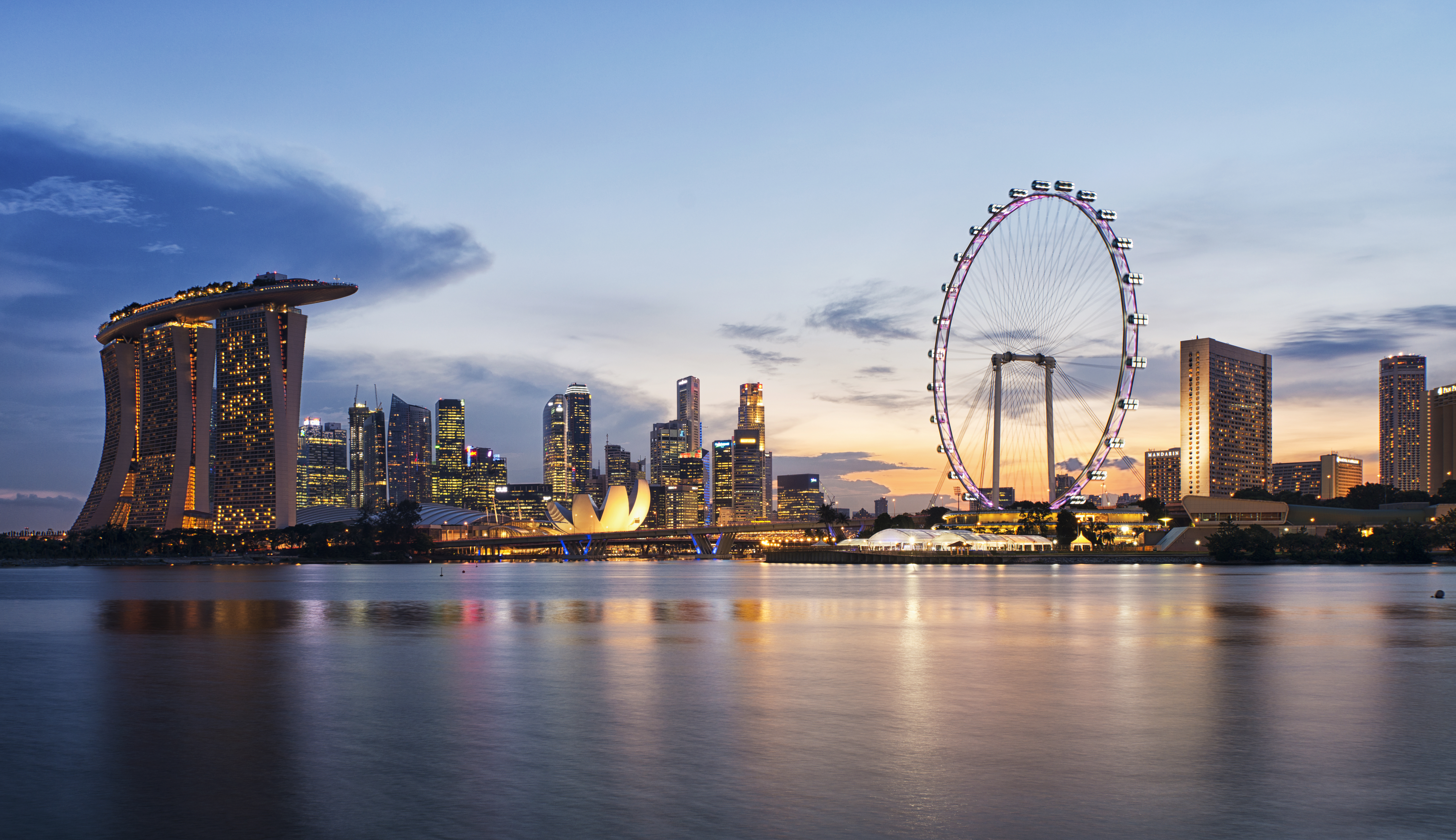
Đường chân trời Singapore chiêm ngưỡng từ Vườn vịnh Đông.

Vườn vịnh Đông có diện tích 32 hécta (79 mẫu Anh) và có đường tiếp giáp dài 2 kilômét (1,2 mi) với Marina Reservoir. Một công viên tạm thời được phát triển tại Vườn vịnh Đông để phục vụ Thế vận hội Giới trẻ Mùa hè 2010. Giai đoạn một của vườn được mở cửa chào đón công chúng vào tháng 10 năm 2011, cho phép lượng du khách thay thế đến Marina Barrage.
Vườn được thiết kế nhằm tạo ra một loạt các khu vườn có cây là nhiệt đới, mỗi vườn đều có những nét thiết kế cảnh quan, nhân vật và chủ đề cụ thể riêng. Sẽ có năm đường nước dẫn vào phù hợp với hướng gió chủ yếu, nhằm tối đa hóa và mở rộng bờ biển trong khi cho phép nước và gió thâm nhập vào đường ống để giúp làm mát hoạt động của những khu vực xung quanh chúng.

## Phương tiện giao thông
Nhà ga gần hệ thống giao thông siêu tốc là Nhà ga Bayfront MRT. Khu vườn của nhà ga Bay MRT đang thi công và sẽ mở cửa vào năm 2021. Cũng có hơn 400 dịch vụ xe buýt phục vụ trong các khu vườn.

## Trong văn hóa đại chúng
- Hành tinh của Xandar trong bộ phim chuyển thể truyện tranh Vệ binh dải Ngân Hà đã lấy cảm hứng từ địa danh này.[7]
- Công viên xuất hiện trong bộ phim năm 2015 là Hitman: Agent 47.[8][9][10][11]
- Một nhiệm vụ trọn vẹn được thiết lập trong các khu vườn của video game 2015 là Call of Duty: Black Ops III.[12][13][14]